# Andronikos IV.

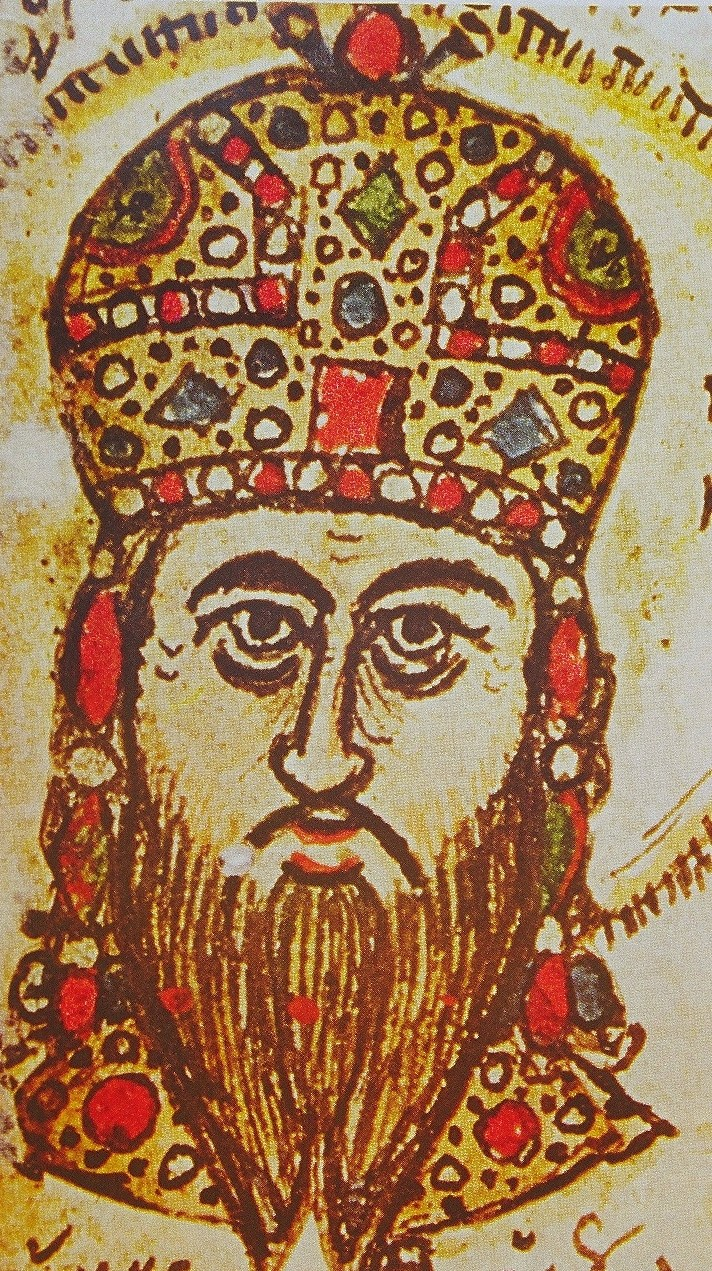
Miniatur von Andronikos IV. aus der Mutinensis-Handschrift (Handschrift gr. 122 der Biblioteca Estense in Modena) aus dem 15. Jahrhundert, Illustration einer Abschrift der Chronik des Johannes Zonaras.

Andronikos IV. Palaiologos (mittelgriechisch Ἀνδρόνικος Δ' Παλαιολόγος; * 11. April 1348; † 28. Juni 1385) war byzantinischer Kaiser von 1376 bis 1379. In den Bürgerkriegen der 1370er und 1380er Jahre war er der Thronkandidat der Genuesen, während sein Vater Johannes V. von deren Feind Venedig unterstützt wurde und das Osmanische Reich mehrfach die Fronten wechselte, um den größtmöglichen Gewinn zu erzielen.

## Kindheit und Regentschaft
Andronikos wurde am 11. April 1348 als erster Sohn des Kaisers Johannes V. und dessen Ehefrau Helene Kanzakuzena Asanina († 1391) geboren. 1352 wurde er als Mitkaiser eingesetzt, musste jedoch bereits im Jahr darauf mit seinem Vater vor dessen Schwiegervater, dem aufständischen Johannes VI., nach Tenedos fliehen. Nachdem der Usurpator 1354 zur Abdankung gezwungen worden war, trat Johannes V. die Regierung wieder an. Im folgenden Jahr schrieb er einen Brief an Papst Innozenz VI., um diesen zu einem Kreuzzug zu überreden. Dabei bot er ihm an, als Gegenleistung den voraussichtlichen Thronerben Andronikos in lateinischer Sprache und Literatur unterrichten zu lassen. In den folgenden Jahren führte dieser unter anderem die Regentschaft in Konstantinopel während der Reisen seines Vaters und seiner Brüder nach Ungarn 1366–1367 und nach Rom ab 1369.
Erste Konflikte zwischen dem Kaiser und seinem Sohn bahnten sich bereits während der letztgenannten Reise zum Papst an. Auf dem Rückweg begab sich Johannes nach Venedig, um die Republik um ein Darlehen zu bitten. Da er jedoch bereits tief bei ihnen verschuldet war, hielten ihn die Venetianer fest, bis er einen Teil des Geldes zurückzahlen könne. In dieser Situation sandte er die Anweisung nach Byzanz, dem Gläubiger die Insel Tenedos, sechs Kriegsschiffe sowie 25.000 Dukaten abzutreten. Andronikos weigerte sich jedoch trotz der misslichen Lage seines Vaters, diesem Befehl zu folgen – möglicherweise unter dem Druck Genuas, das selber Ansprüche auf Tenedos erhob. Sein jüngerer Bruder Manuel musste daraufhin mit einer großen Summe Geld nach Venedig reisen, um ihren Vater freizukaufen.

## Erste Rebellion 1373
Als sich Kaiser Johannes 1373 in die Abhängigkeit des immer stärker werdenden Osmanischen Reiches unter Sultan Murad I. begab und an dessen Seite in Anatolien kämpfte, rebellierte Andronikos gegen seinen Vater. Dafür verbündete er sich mit Murads Sohn Savcı Bey, der seinerseits einen Aufstand gegen den Osmanenherrscher begonnen hatte. Bereits zuvor hatte Andronikos eine eigenständige Politik erkennen lassen, nun aber kam es zum offenen Bruch. Möglicherweise repräsentierte er eine politische Fraktion, welche den Annäherungen seines Vaters an das Papsttum entgegenstand. Ein anderer Grund für den Aufstand mag gewesen sein, dass sich Johannes zunehmend Manuel zuwandte und Andronikos um seine Thronfolge fürchtete.
Anfang Mai verließ Andronikos die Hauptstadt und vereinigte seine Streitkräfte mit denen des türkischen Aufständischen. Doch sein Aufstand wurde bereits Ende des Monats niedergeschlagen, der von Savcı Bey im September. Murad blendete seinen Sohn und tötete ihn schließlich sogar und forderte Johannes auf, dies bei seinem Sohn und dessen Kind und Mitkaiser Johannes auch zu tun. Doch diesen beiden wurde aus Dankbarkeit des Vaters nur ein Auge geblendet (einer anderen Version zufolge erlangten die beiden erst später ihre Sehfähigkeit teilweise wieder). Sie kamen in ein Gefängnis im Nordwesten der Stadt, den Turm des Anemas. Anstelle von Andronikos wurde am 25. September sein Bruder Manuel als Erbe des Vaters eingesetzt und zum Kaiser gekrönt. 1375 wurde eine Delegation unter Philipp Tzykandyles zum Papst entsandt, welche die Blendung vor diesem zu rechtfertigen hatte.

## Zweite Rebellion 1376 und Herrschaft
Im Juli 1376 halfen die Genueser Andronikos IV. bei der Flucht aus dem Gefängnis und brachten ihn in ihr Viertel Galata. Mit der Unterstützung seiner Befreier und der Türken (die ein gemischtes Heer aus Reitern und Fußsoldaten bereitstellten und ihrerseits den serbischen König Marko Kraljević zur Mithilfe verpflichteten) begann er eine Belagerung Konstantinopels, das nach einem Monat am 12. August eingenommen werden konnte. Die übrige Kaiserfamilie verschanzte sich für einige Tage im Goldenen Tor, bevor auch sie aufgab. Nun übernahm Andronikos endgültig die Macht und brachte seinen Vater sowie seine Brüder Manuel und Theodor in den Turm des Anemas, in dem er zuvor eingesessen hatte. Der Patriarch Philotheos Kokkinos, der sich weigerte, den Usurpator zu krönen, wurde abgesetzt; an seine Stelle trat Makarios. Am 18. Oktober 1377 krönte dieser Andronikos zum Alleinherrscher und dessen Sohn Johannes VII. zum Mitkaiser.
Offiziell als „Dank“ für ihren Einsatz erhielten die Türken nach einem Besuch Andronikos’ bei Murad I. die Halbinsel Gallipoli, faktisch war der Kaiser jedoch völlig vom Sultan abhängig, der von ihm Territorien erpressen konnte und wollte. Zwei venezianischen Quellen zufolge versprach Andronikos ihm sogar die Hand seiner Schwester, diese sei jedoch „zum Glück“ gestorben, bevor dieses als sündhaft angesehene Projekt in die Tat umgesetzt werden konnte. In jedem Fall hätte die Heirat beiden Parteien dynastisches Prestige verschafft.
Die Genuesen bekamen im Gegenzug für ihre Unterstützung Tenedos zugesprochen. Da Johannes V. dieses jedoch bereits Venedig versprochen hatte, kam es zum Chioggia-Krieg zwischen den beiden italienischen Städten, der erst 1381 mit dem Frieden von Turin endete, in dem die Insel Amadeus VI. von Savoyen zur Verwaltung übergeben wurde. Dieser Konflikt verschärfte die Lage in Konstantinopel weiter, zumal Genua von Andronikos Geld, Truppen und Waffen verlangte, doch die Kriegshandlungen spielten sich größtenteils auf italienischen Gewässern ab.
In die Regierungszeit des Andronikos fällt unter anderem eine Münzreform, die zum auf Silber basierenden spätbyzantinischen Münzsystem überleitete. Ansonsten war sie geprägt von enger Zusammenarbeit mit den genuesischen Händlern, deren Wohlwollen sich Andronikos versichern musste und wofür er auch einige äußerst ungünstige Geschäfte abschloss. Es gibt Hinweise darauf, dass sich auch die Stadtbevölkerung größtenteils auf seiner Seite befand, da sie gegen den prolateinischen Kurs seines Vaters starke Bedenken hegte.

## Niederschlagung der Herrschaft
Im Sommer 1379 konnte Johannes V. (angeblich durch den Einsatz seiner Frau Helena oder aber die Mithilfe venezianischer Agenten) fliehen und begab sich in das osmanische Feldlager nach Chrysopolis. Es gelang ihm, die Tribute seines Sohnes an Murad zu überbieten (angeblich jährlich 30.000 Goldmünzen) und den Türken mit Philadelphia den letzten byzantinischen Stützpunkt in Kleinasien zu überlassen. Damit brachte er den Sultan auf seine Seite. Mit dessen Unterstützung sowie unter Mithilfe der Flotte Venedigs wurde Byzanz Ende Juni angegriffen. Die Verteidigung war mit Ausnahme einer genuesischen Garnison sehr halbherzig und nach Einnahme Konstantinopels wurde Andronikos am 1. Juli gestürzt. Johannes V. wurde von seinen Verbündeten wieder an die Macht gebracht. Angeblich hatte Murad I. die Stadtbevölkerung vor die Wahl gestellt, entweder ihn selber oder aber Johannes als Herrscher anzuerkennen. Der von Andronikos eingesetzte Patriarch Makarios verlor sein Amt wieder.
Andronikos selbst zog sich nach seiner neuerlichen Niederlage in den genuesischen Stadtbezirk Pera zurück und nahm seine Mutter Helena, seine Tanten Maria und Theodora sowie deren Vater Johannes VI. als Geiseln mit sich.

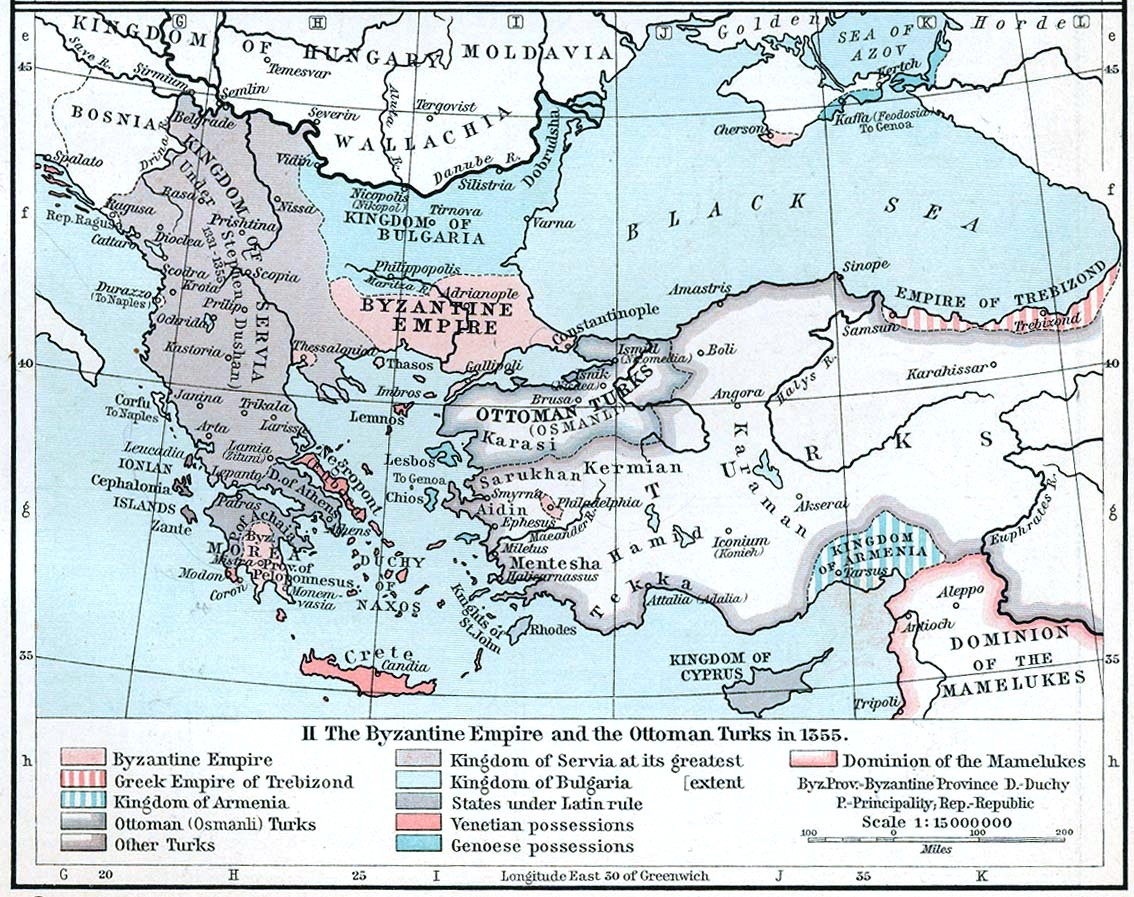
Das byzantinische Reich (hellrosa) sowie die umliegenden Staaten im Jahr 1355. Byzanz umfasst hier noch die Südhälfte der Morea, die Region um Thessaloniki und Thrakien

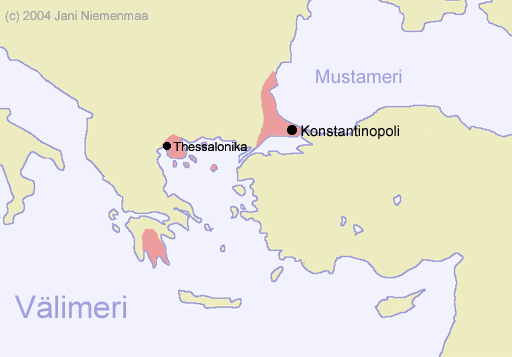
Das byzantinische Reich im Jahr 1400, das im Vergleich zum Gebietsstand 45 Jahre vorher merklich geschrumpft ist (insbesondere in Thrakien)

## Letzte Jahre
In den folgenden Jahren wurde die Halbinsel von Galata (auf der sich auch Pera befindet) unter bürgerkriegsähnlichen Zuständen von der Partei seines Vaters sowie dessen osmanischen und venezianischen Verbündeten belagert. Erst als Andronikos’ Recht auf die Thronfolge im Mai 1381 in einer Phase der Entspannung wieder formal anerkannt wurde, ließ er die Gefangenen frei. Mit dieser Verständigung jedoch wurde seinem jüngeren Bruder Manuel die Thronfolge entzogen, die dieser seit dem ersten Aufstand des Andronikos innegehabt hatte, sodass er sich nach Thessaloniki zurückzog und dort eine eigene Machtbasis aufzubauen versuchte. Der dritte Bruder, Theodor, bekam kurz darauf das Despotat Morea zugesprochen.
Andronikos erhielt von Johannes Thrakien mit der Hauptstadt Selymbria (heute Silivri) an der Küste des Marmarameers als Apanage zur selbstständigen Verwaltung. Zu diesem Gebiet gehörten unter anderem die Städte Herakleia (das heutige Marmara Ereğlisi), Rhaidestos (heute Tekirdağ) und Panidos (heute Barbaros). Mit der Ausstattung seines Sohnes mit einem so großen Gebiet wollte Johannes V. wohl den Frieden dauerhaft sichern. Nun war mehr oder minder der Frieden wiederhergestellt, auch wenn es noch zu kleineren territorialen Konflikten kam. Am 2. November 1382 unterzeichneten Andronikos IV., Johannes V. und die genuesische Bevölkerung von Pera einen Vertrag, in dem sie sich zu gemeinsamem Vorgehen gegen alle Feinde entschlossen. Ausgenommen hiervon waren die Osmanen, deren Autorität uneingeschränkt anerkannt wurde.
1385 verlangte Andronikos vom osmanischen Sultan eine Festung in Thrakien und schickte eigens dafür seinen Sohn nach Anatolien. Zur gleichen Zeit besetzte er eine Festung in der Nähe von Melita, die zum Territorium seines Vaters gehörte. Nevra Necipoğlu vermutet, dass es sich dabei um ein und dieselbe Festung handelt, deren Besetzung er vom Sultan, dessen Vasall Johannes V. praktisch war, bestätigt haben wollte. Es kam zu einem Konflikt zwischen Vater und Sohn, in dem ersterer mit Mühe die Oberhand behielt. Kurz darauf starb Andronikos an einer plötzlichen Krankheit. Sein Sohn Johannes übernahm die Ansprüche seines Vaters, wurde von den Genuesen nach 1385 als legitimer regierender Kaiser angesehen und gelangte 1390 sowie 1399 bis 1402 tatsächlich auf den byzantinischen Kaiserthron.

## Familie
Andronikos war verheiratet mit der ungefähr gleichaltrigen Maria Keratsa (Mara Kyratza), der Tochter des bulgarischen Zaren Iwan Alexander Assen aus dem Haus Schischman. Die Heirat kam in Zusammenhang mit dem byzantinisch-bulgarischen Vertrag von 1355 zustande und wurde am 17. August dieses Jahres von der Synode des Patriarchats von Konstantinopel bestätigt. Man empfand sie in Konstantinopel allgemein als unwürdig, doch für den Kaiser war dieses Manöver politisch notwendig, um einen Verbündeten gegen die Osmanen zu erhalten. Der einzige Sohn, welcher der Ehe entsprang, war der 1370 geborene Johannes VII. Belegt sind außerdem zwei namentlich nicht bekannte Töchter.